# Провінція Чішіма
Провінція Чішіма (яп. 千島国 — чішіма но куні, «країна Чішіма») — історична провінція Японії на Курильських островах і Сахаліні, яка існувала з 1869 по 1882. Відповідає сучасним Курильським островам північніше острова Кунашир, включаючи острів Шикотан і острів Сахалін. Формально перебувають під юрисдикцією префектури Хоккайдо, але фактично окуповані Російською Федерацією.

## Повіти провінції Чішіма
- Кунашірі 国後郡
- Еторофу 択捉郡
- Фуребецу 振別郡
- Шяна 紗那郡
- Шібеторо 蘂取郡
- Шікотан 色丹郡
- Урупу 得撫郡
- Шімушіро 新知郡
- Шюмушю 占守郡